# Kristina Toplak
Kristina Toplak, slovenska antropologinja in umetnostna zgodovinarka, * 1976.
Leta 2008 je doktorirala na Oddelku za etnologijo in kulturno antropologijo na Filozofski fakulteti v Ljubljani z disertacijo z naslovom Vpliv migracij na likovno ustvarjalnost. 
Je znanstvena sodelavka na Inštitutu za slovensko izseljenstvo ZRC SAZU, kjer se med drugim ukvarja s problemi povratnih migrantov, z migracijami kot kulturnim procesom, z identifikacijami in reprezentacijami migrantov, s stereotipizacijo v migrantski umetniški produkciji in z različnimi vidiki ustvarjalnega likovnega dela slovenskih izseljencev v izbranih evropskih državah.
Poleg tega je tudi članica Slovenskega etnološkega društva, slovenskega etnološkega in antropološkega združenja KULA, evropskega združenja socialnih antropologov EASA in združenja Slovene Studies.
Deluje predvsem na področjih etnologije, antropologije umetnosti, migracij, etničnosti, ustvarjalnosti ter kulturnih sprememb.
1. ↑  Toplak, Kristina, 1976- - LC Linked Data Service: Authorities and Vocabularies | Library of Congress — Library of Congress, 2019.